# Liste der Kulturgüter in Küsnacht
Die Liste der Kulturgüter in Küsnacht enthält alle Objekte in der Gemeinde Küsnacht im Kanton Zürich, die gemäss der Haager Konvention zum Schutz von Kulturgut bei bewaffneten Konflikten, dem Bundesgesetz vom 20. Juni 2014 über den Schutz der Kulturgüter bei bewaffneten Konflikten sowie der Verordnung vom 29. Oktober 2014 über den Schutz der Kulturgüter bei bewaffneten Konflikten unter Schutz stehen.
Objekte der Kategorien A und B sind vollständig in der Liste enthalten, Objekte der Kategorie C fehlen zurzeit (Stand: 1. Januar 2022). Unter übrige Baudenkmäler sind weitere geschützte Objekte zu finden, die im Verzeichnis der Objekte von überkommunaler Bedeutung der kantonalen Denkmalpflege zu finden und nicht bereits in der Liste der Kulturgüter enthalten sind.

## Kulturgüter
| Foto | | Objekt | Kat. | Typ | Standort                                            | Beschreibung |
| ---- | --- | --- | ---- | --- | --------------------------------------------------- | --- |
| ja   | Datei hochladen · Wikidata zu Zehntentrotte (Q184675)                                                            | Zehntentrotte KGS-Nr.: 7532                                                                                        | A    | G   | Theodor-Brunner-Weg 4 686218 / 241122               | |
| ja   | Datei hochladen · Wikidata zu Wohnhaus von C. G. Jung (Q29574118)                                                | Wohnhaus von C. G. Jung KGS-Nr.: 7536                                                                              | A    | G   | Seestrasse 228 686520 / 240609                      | Ehemaliger Wohnsitz von Carl Gustav und Emma Jung-Rauschenbach. Gebäude und Gartenanlage tragen die unverwechselbare Handschrift von C.G. Jung und spiegeln wichtige Aspekte seiner Persönlichkeit. Das Anwesen versteht sich sowohl als Gelehrtenhaus wie auch als Wohnmuseum. Gemeinsam mit den Bewohnern wurde das Haus behutsam renoviert und die Gartenanlage originalgetreu wiederhergestellt, ohne dabei zu beeinträchtigen, was die Erinnerung an Jung und seine Familie aufrechterhält. (Quelle: Webseite Wohnmuseum) |
| ja   | Datei hochladen · Wikidata zu Sunnebüel (Q29574109)                                                              | Eigenheim Lux Guyer «Sunnebüel» KGS-Nr.: 9484                                                                      | A    | G   | Am Itschnacherstich 1 687691 / 242420               | |
| ja   | Datei hochladen · Wikidata zu Garten Vogel-Sulzer mit Villa (Q29574113)                                          | Garten Vogel-Sulzer mit Villa KGS-Nr.: 10443                                                                       | A    | G   | Letziweg 9 688400 / 242975                          | |
| ja   | Datei hochladen · Wikidata zu Villa Streiff (Q29574115)                                                          | Villa Streiff KGS-Nr.: 11686                                                                                       | A    | G   | Zürichstrasse 21 685882 / 242811                    | |
| ja   | Datei hochladen · Wikidata zu Höchhus Küsnacht (Q1643193)                                                        | Höchhus KGS-Nr.: 7533                                                                                              | B    | G   | Seestrasse 123 686243 / 241547                      | |
| ja   | Datei hochladen · Wikidata zu Ruine Wulp (Q1551542)                                                              | Itschnach–Wulp, bronzezeitliche Siedlung / römische Funde / mittelalterliche Burgruine KGS-Nr.: 7534               | B    | F   | Itschnach 688250 / 241850                           | |
| ja   | Datei hochladen · Wikidata zu Landsitz Seehof mit Dépendance und Badehaus (Q29932848)                            | Landsitz Seehof mit Dépendance und Badehaus KGS-Nr.: 7535                                                          | B    | G   | Hornweg 28–30 686218 / 241156                       | |
| ja   | Datei hochladen · Wikidata zu Ortsmuseum Küsnacht (Q27481670)                                                    | Ortsmuseum KGS-Nr.: 8537                                                                                           | B    | S   | Tobelweg 1 686817 / 241343                          | |
| BW   | Datei hochladen · Wikidata zu Hörnli, neolithische-bronzezeitliche Seeufersiedlung (Q29932852)                   | Hörnli, neolithisch-bronzezeitliche Seeufersiedlung KGS-Nr.: 12604                                                 | B    | F   | 686656 / 240310                                     | |
| ja   | Datei hochladen · Wikidata zu Goldbacherhof (Q29932846)                                                          | Landhaus Goldbacherhof mit Waschhaus/Atelier KGS-Nr.: 12605                                                        | B    | G   | Seestrasse 29 685792 / 242588                       | |
| ja   | Datei hochladen · Wikidata zu Katholische Kirche St. Georg mit Pfarrhaus (Q1387209)                              | Katholische Kirche St. Georg mit Pfarrhaus KGS-Nr.: 12606                                                          | B    | G   | Heinrich-Wettstein-Strasse 14 686376 / 241308       | |
| ja   | Datei hochladen · Wikidata zu Landhaus Wangensbach mit Oekonomiegbäude und Gewölbekeller, Altersheim (Q29932854) | Landhaus Wangensbach mit Ökonomiegebäude, Gewölbekeller, historischer Gartenanlage (Park) und Allee KGS-Nr.: 12607 | B    | G   | Alte Landstrasse 134, 8700 Küsnacht 686664 / 241634 | Ersterwähnung des Geländes 1246; seit dieser Zeit als wichtiger Rebberg der Probstei Grossmünster, der Fraumünsterabtei, des Klosters Rüti, der Johanniter-Komtureien Bubikon und Küsnacht, des Klosters Kappel und des Klosters Öetenbach sowie von Angehörigen der Zürcher Oberschicht belegt: darunter Hugo von Mülimatten, Chorherr und Schatzmeister am Grossmünster (1284) und Ritter Wisso Wyss, Besitzer des Hauses "Zum Loch" an der Zürcher Kirchgasse. 1621 wird der Wangensbach vom Zürcher Junker und Textilhändler Beat Werdmüller, Sohn des Seidenpioniers David Werdmüller, erworben, der auf der Anhöhe ein repräsentatives Anwesen baut. 1678 erweiterte dieses der einflussreiche Zürcher Bürgermeister Hans Caspar Hirzel zum befestigten Schloss mit Turm. Im 19. Jahrhundert Wohnort u.a. des Dichters Conrad Ferdinand Meyer und des italienischen Freiheitskämpfers Giuseppe Mazzini. Vgl. auch: Ehemaliges Landgut Wangensbach, Küsnacht. Gartendenkmalpflegerisches Gutachten. Bearbeitet von Brigitte Nyffenegger, Nicole Wiedersheim, Zuzana Mačugová, Umland GmbH. [8044 Zürich, Feldstr. 133], 15.3.2021 |
| ja   | Datei hochladen · Wikidata zu Reformierte Kirche Küsnacht (Q2136931)                                             | Reformierte Kirche KGS-Nr.: 12608                                                                                  | B    | G   | Untere Heslibachstrasse 4 686568 / 241300           | |
| BW   | Datei hochladen · Wikidata zu Wohnhaus Dr. Koellreuter (Q29932853)                                               | Wohnhaus Dr. Koellreuter KGS-Nr.: 12609                                                                            | B    | G   | Golbachstrasse 64 686555 / 242660                   | |
| ja   | Datei hochladen                                                                                                  | Kantonsschule Küsnacht, ehemalige Johanniterkomturei mit Ökonomiegebäude KGS-Nr.: 14789                            | B    | G   | Dorfstrasse 28–30 686522 / 241319                   | |
| ja   | Datei hochladen                                                                                                  | Villa Im Düggel KGS-Nr.: 16590                                                                                     | B    | G   | Im Düggel 3 686082 / 243072                         | |
| BW   | Datei hochladen                                                                                                  | Wohnhaus Obere Schiedhalde KGS-Nr.: 16591                                                                          | B    | G   | Schiedhaldenstrasse 47 687009 / 241874              | |
| ja   | Datei hochladen · Wikidata zu Forchdenkmal (Q14523574)                                                           | Wehrmännerdenkmal KGS-Nr.: 16592                                                                                   | B    | K   | Forch, General-Guisan-Strasse 691338 / 242653       | |

## Übrige Baudenkmäler
| ID             | Foto |                 | Objekt                                                                            | Kat.    | Typ | Standort                                          | Beschreibung |
| -------------- | ---- | --------------- | --------------------------------------------------------------------------------- | ------- | --- | ------------------------------------------------- | ------------ |
| 15400261       |      | Datei hochladen | Amtshaus des Klosters Engelberg                                                   | B reg.  | G   | Theodor Brunner-Weg 7 686235 / 241106             |              |
| 15400298       | ja   | Datei hochladen | Wohnhaus, Hausteil 2                                                              | C       | G   | Allmendstrasse 11 686772 / 241343                 |              |
| 15400299       | ja   | Datei hochladen | Wohnhaus, Hausteil 1                                                              | C       | G   | Allmendstrasse 9 686756 / 241339                  |              |
| 15400300       | ja   | Datei hochladen | Doppelwohnhaus, Hausteil 1                                                        | C       | G   | Allmendstrasse 7 686759 / 241320                  |              |
| 15400301       | ja   | Datei hochladen | Doppelwohnhaus, Hausteil 2                                                        | C       | G   | Allmendstrasse 5 686755 / 241327                  |              |
| 15400308       | ja   | Datei hochladen | Doppelbauernwohnhaus, ehemaliges                                                  | C       | G   | Untere Heslibachstrasse 1 686631 / 241295         |              |
| 15400309       | ja   | Datei hochladen | Waschhäuschen                                                                     | C       | G   | bei Untere Heslibachstrasse 1 686617 / 241292     |              |
| 15400320       | ja   | Datei hochladen | Kantonsschule Küsnacht, Schulhaus / Biologiegebäude                               | B kant. | G   | bei Obere Dorfstrasse 30 686500 / 241330          |              |
| 15400321       | ja   | Datei hochladen | Kantonsschule Küsnacht, Schopf mit ehemaliger Waschküche und Werkstatt, Gebäude 1 | B kant. | G   | bei Dorfstrasse 30 686486 / 241304                |              |
| 15400322       | ja   | Datei hochladen | Kantonsschule Küsnacht, Schopf mit ehemaliger Waschküche und Werkstatt, Gebäude 2 | B kant. | G   | bei Dorfstrasse 30 686486 / 241304                |              |
| 15400324       | ja   | Datei hochladen | Kantonsschule Küsnacht, Mehrzweckhalle / Turnhalle                                | B kant. | G   | bei Obere Dorfstrasse 30 686441 / 241277          |              |
| 15400336       |      | Datei hochladen | Landhaus Seehof, Dependance                                                       | B kant. | G   | Hornweg 30 686246 / 241137                        |              |
| 15400339       | ja   | Datei hochladen | Landhaus Seehof, Badehaus                                                         | B kant. | G   | Hornweg 28a 686197 / 241161                       |              |
| 15400353       | ja   | Datei hochladen | Grebelhaus, Hausteil 1                                                            | B reg.  | G   | Hornweg 16 686171 / 241310                        |              |
| 15400354       | ja   | Datei hochladen | Grebelhaus, Hausteil 2                                                            | B reg.  | G   | Hornweg 14 686160 / 241306                        |              |
| 15400438       |      | Datei hochladen | Wohnhaus                                                                          | C       | G   | Obere Dorfstrasse 34 686587 / 241414              |              |
| 15400461       |      | Datei hochladen | Wohnhaus R. Alder                                                                 | C       | G   | Dorfstrasse 17 686519 / 241376                    |              |
| 15400515       |      | Datei hochladen | Barbara Keller-Heim, Wohnheim                                                     | C       | G   | Seestrasse 128 686228 / 241459                    |              |
| 15400524       | ja   | Datei hochladen | Hotel Zur Sonne                                                                   | B reg.  | G   | Seestrasse 120 686206 / 241533                    |              |
| 15400577       | ja   | Datei hochladen | Altersheim Wangensbach, Ökonomiegebäude                                           | B reg.  | G   | Alte Landstrasse 130 686482 / 241848              |              |
| 15400718       | ja   | Datei hochladen | Färberei Terlinden, Villa                                                         | B reg.  | G   | Seestrasse 45 685919 / 242334                     |              |
| 15400749       |      | Datei hochladen | Goldbacherhof, Waschhaus / Atelier                                                | B reg.  | G   | Seestrasse 29 bei 685800 / 242574                 |              |
| 15401794       |      | Datei hochladen | Wohnhaus Dr. Baumann                                                              | B reg.  | G   | Goldbacherstrasse 72 686600 / 242625              |              |
| 15400830       | ja   | Datei hochladen | Kantonsschule Küsnacht, neues Schulhaus                                           | B kant. | G   | bei Obere Dorfstrasse 30 686434 / 241303          |              |
| 15400847       |      | Datei hochladen | Villa Bebel                                                                       | B reg.  | G   | Seestrasse 176 686294 / 240937                    |              |
| 15400886       |      | Datei hochladen | Villa, ehemaliges Griedergut                                                      | B reg.  | G   | Alte Landstrasse 39a 686388 / 242544              |              |
| 15400917       |      | Datei hochladen | Wohnhaus                                                                          | C       | G   | Rigistrasse 5 686393 / 241774                     |              |
| 15400989       | ja   | Datei hochladen | Villa                                                                             | C       | G   | Hornweg 18 686170 / 241282                        |              |
| 15401018       |      | Datei hochladen | Wohnhaus C. G. Jung, Bootshaus                                                    | B kant. | G   | Seestrasse 228 686512 / 240564                    |              |
| 15401019       |      | Datei hochladen | Wohnhaus C. G. Jung, Pavillon                                                     | B kant. | G   | bei Seestrasse 228 686484 / 240591                |              |
| 15401066       |      | Datei hochladen | Villa Khakshouri, Bootshaus                                                       | B reg.  | G   | bei Seestrasse 52 686007 / 242058                 |              |
| 15401185       |      | Datei hochladen | Villa Khakshouri                                                                  | B reg.  | G   | Seestrasse 52–54 686056 / 242050                  |              |
| 15401675       |      | Datei hochladen | Einfamilienhaus Mendel                                                            | B reg.  | G   | Am Itschnacherstich 3 687724 / 242423             |              |
| 15401731       | ja   | Datei hochladen | Baugenossenschaft Raba, Reihenfamilienhaus West 1                                 | B reg.  | G   | Sternenfeldstrasse 20 686759 / 241147             |              |
| 15401732       | ja   | Datei hochladen | Baugenossenschaft Raba, Reihenfamilienhaus West 2                                 | B reg.  | G   | Sternenfeldstrasse 22 686762 / 241142             |              |
| 15401733       | ja   | Datei hochladen | Baugenossenschaft Raba, Reihenfamilienhaus West 3                                 | B reg.  | G   | Sternenfeldstrasse 24 686765 / 241137             |              |
| 15401734       | ja   | Datei hochladen | Baugenossenschaft Raba, Reihenfamilienhaus West 4                                 | B reg.  | G   | Sternenfeldstrasse 26 686767 / 241132             |              |
| 15401735       | ja   | Datei hochladen | Baugenossenschaft Raba, Reihenfamilienhaus West 5                                 | B reg.  | G   | Sternenfeldstrasse 28 686770 / 241126             |              |
| 15401762       | ja   | Datei hochladen | Baugenossenschaft Raba, Reihenfamilienhaus Ost 1                                  | B reg.  | G   | Obere Heslibachstrasse 10 686784 / 241157         |              |
| 15401763       | ja   | Datei hochladen | Baugenossenschaft Raba, Reihenfamilienhaus Ost 2                                  | B reg.  | G   | Obere Heslibachstrasse 12 686786 / 241152         |              |
| 15401764       | ja   | Datei hochladen | Baugenossenschaft Raba, Reihenfamilienhaus Ost 3                                  | B reg.  | G   | Obere Heslibachstrasse 14 686789 / 241146         |              |
| 15401765       | ja   | Datei hochladen | Baugenossenschaft Raba, Reihenfamilienhaus Ost 4                                  | B reg.  | G   | Obere Heslibachstrasse 16 686792 / 241140         |              |
| 15401766       | ja   | Datei hochladen | Baugenossenschaft Raba, Reihenfamilienhaus Ost 5                                  | B reg.  | G   | Obere Heslibachstrasse 18 686795 / 241136         |              |
| 15401869       |      | Datei hochladen | Doppelbadehaus Rentsch, Hausteil 1                                                | B reg.  | G   | Seestrasse 2a 685703 / 242814                     |              |
| 15401870       |      | Datei hochladen | Doppelbadehaus Rentsch, Hausteil 2                                                | B reg.  | G   | Seestrasse 2 685699 / 242821                      |              |
| 15402445       |      | Datei hochladen | Schule Wiltisgasse, Singsaal                                                      | B reg.  | G   | bei Heinrich Wettstein-Strasse 16 686323 / 241228 |              |
| 154BEI00914    | ja   | Datei hochladen | Katholisches Pfarrhaus, in Kirche integriert                                      | B reg.  | G   | Heinrich Wettsteinstrasse 14 686382 / 241292      |              |
| 154KELLER00574 | ja   | Datei hochladen | Altersheim Wagensbach, Keller                                                     | B reg.  | G   | Alte Landstrasse 134 686439 / 241822              |              |

Legende: Im Wesentlichen siehe Legende der Liste der Kulturgüter von nationaler und regionaler Bedeutung, mit folgenden Ausnahmen:
- Anstelle der KGS-Nummer wird als Objekt-Identifikator (ID) die Inventarnummer im Verzeichnis der Objekte von überkommunaler Bedeutung des kantonalen Denkmalschutzamtes verwendet.
- Bei den Kategorien wird wie folgt unterschieden: B kant. = Objekt von kantonaler Bedeutung (Kanton Zürich); B reg. = Objekt von regionaler Bedeutung (Kanton Zürich).